# Hermonassa thailandica
Hermonassa thailandica là một loài bướm đêm trong họ Noctuidae.